# Oxalis irreperta
Oxalis irreperta är en harsyreväxtart som beskrevs av A. Lourteig. Oxalis irreperta ingår i släktet oxalisar, och familjen harsyreväxter. Inga underarter finns listade i Catalogue of Life.